# Le Cardonnois
Le Cardonnois – miejscowość i gmina we Francji, w regionie Hauts-de-France, w departamencie Somma.
Według danych na rok 1990 gminę zamieszkiwało 41 osób, a gęstość zaludnienia wynosiła 17 osób/km² (wśród 2293 gmin Pikardii Le Cardonnois plasuje się na 956. miejscu pod względem liczby ludności, natomiast pod względem powierzchni na miejscu 1098.).